# Dolmen Fontenaille
Dolmen Fontenaille (také nazývaný Dolmen des Fontenaille nebo Pierre de Liaigue) se nachází východně od Champigny en Rochereau poblíž Poitiers v departementu Vienne ve Francii. Ve Francii je dolmen obecný termín pro neolitické megalitické struktury všeho druhu (viz francouzská nomenklatura).
Šikmá krycí deska je 3,5 metru dlouhá, 2,5 metru široká a 0,5 až 0,6 metru silná. Leží na třech pískovcových podpůrných kamenech, které se rozbily nebo spadly.
Dolmen je od roku 1929 klasifikován jako historická památka. Nedaleko se nachází Dolmen de la Bie.